# تيرانودون

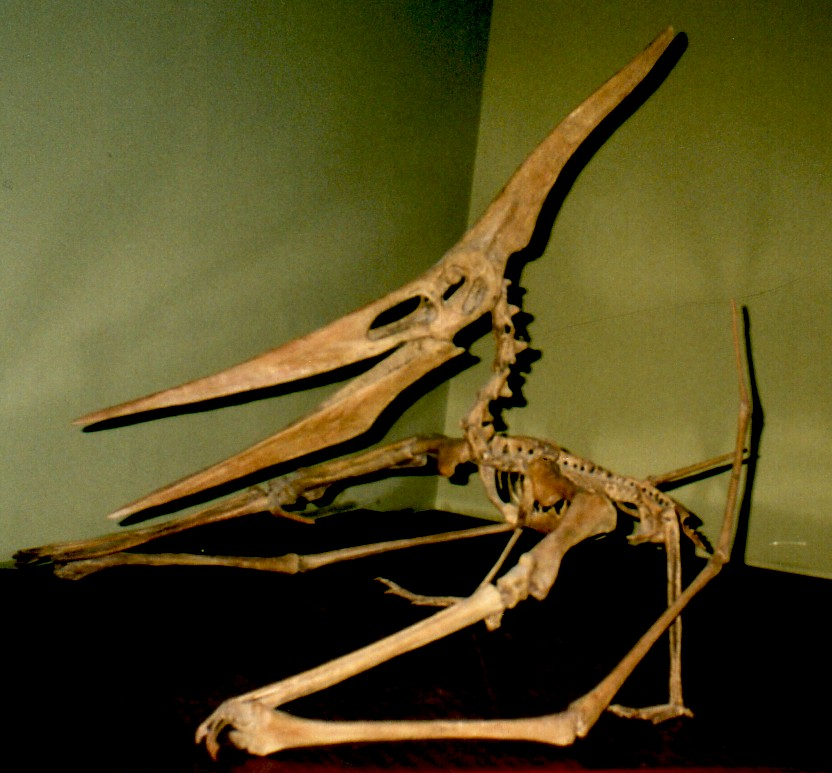
هيكل عظمي للبتيرانودون في أحد المتاحف

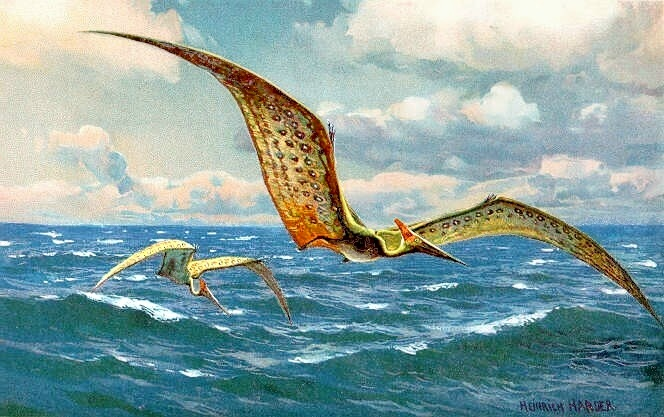
رسم توضيحي للبتيرانودون

الطاؤور الأدرد المعروف باسم تيرانودون (بالإنجليزية: Pteranodon)‏ (ويعني: المجنَّح عديم الأسنان)؛ هو زاحف طائر من فئة تيروصورات، عاش في أواخر العصر الطباشيري منذ حوالي 89 مليون سنة. يتميز هذا التيروصور بوجود مايشبه المطرقة بمؤخرة رأسه، وجناحيه الذي يبلغ طولهما عند نشرهما حوالي 9 أمتار. يقضي البتيرانودون الكثير من وقته فوق المحيط (الأماكن الساحلية) للبحث عن الأسماك التي كان يتغذى عليها بفمه الطويل والذي لا أسنان فيه. يبلغ طول جسمه 10 أمتار وكان وزنه من 10 إلى 13 كيلوجرام .

## وصلات خارجية
- Pteranodon – A Photographic Atlas – at Oceans of Kansas Paleontology
- Documented finding of a young male Pteranodon sternbergi (Oceans of Kansas Paleontology)